# Solanum palinacanthum
Solanum palinacanthum är en potatisväxtart som beskrevs av Michel Félix Dunal. Solanum palinacanthum ingår i släktet skattor som ingår i familjen potatisväxter. Inga underarter finns listade i Catalogue of Life.

## Bildgalleri

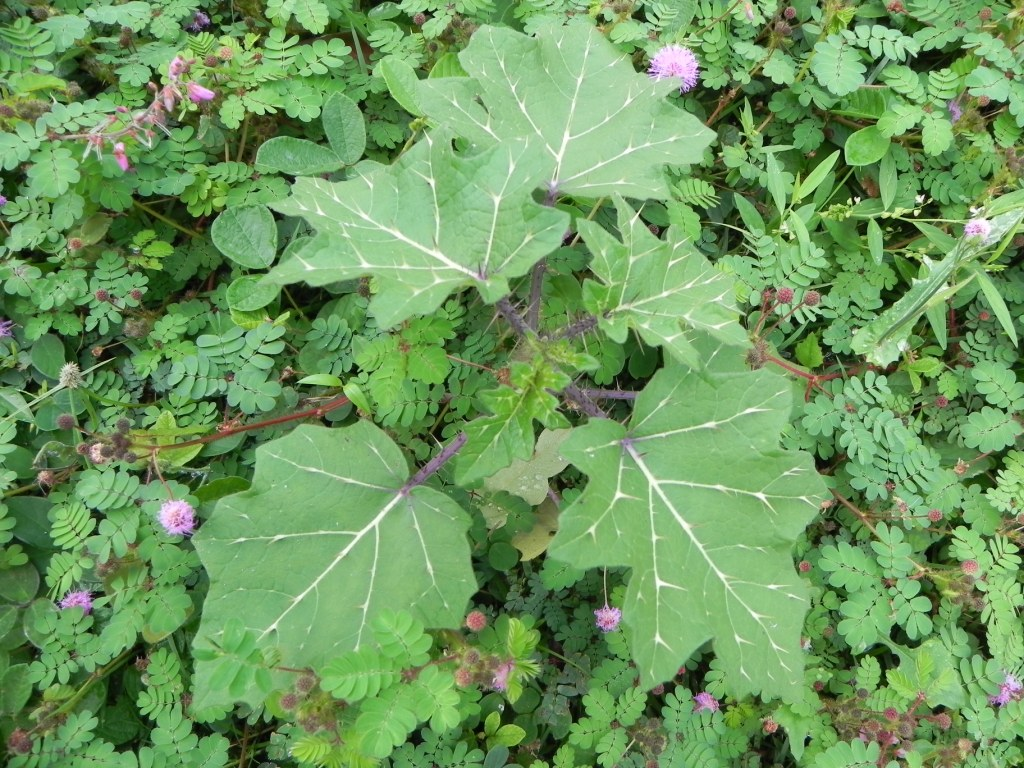
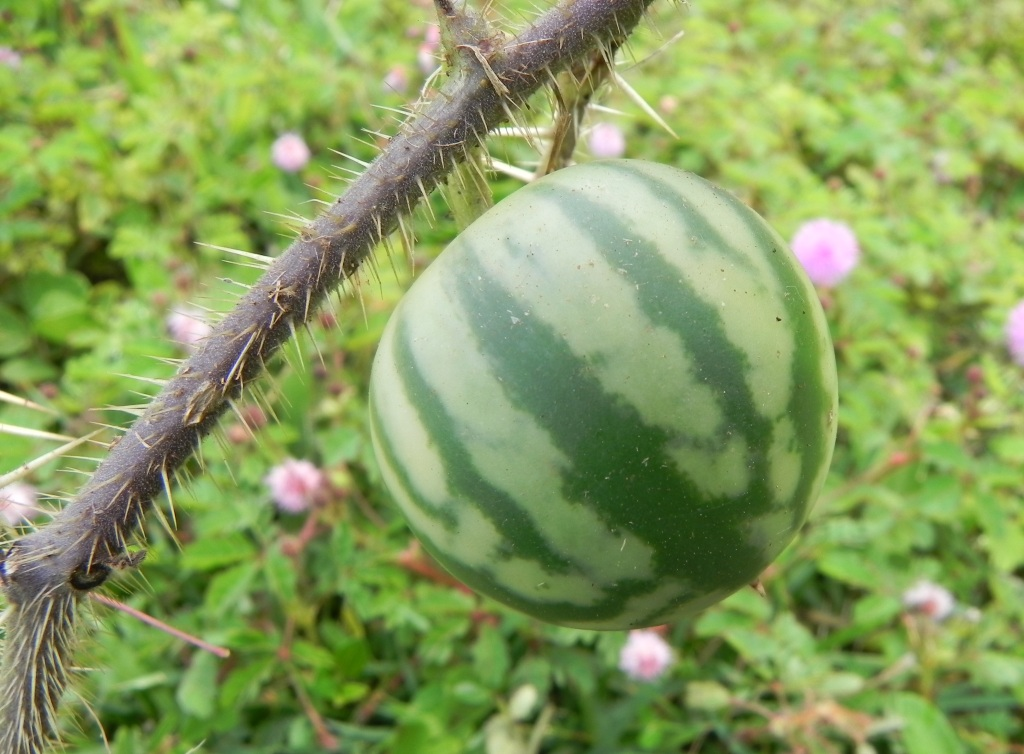